# 教育職員検定
教育職員検定（きょういくしょくいんけんてい）は、学校教育において担当する教科に関する知識、経験又は技能等を有する者に対し、都道府県教育委員会（授与権者）が行う検定によって教員免許状を授与する制度である。大学等における正規の教職課程や、教職員支援機構（2017年までは文部科学省）が行う教員資格認定試験とは別の制度である。教育職員検定において授与された普通免許状は、全国で効力を有する（特別免許状と臨時免許状は都道府県のみ）。

## 概要
教育職員免許法（以下、単に「免許法」と称する場合もある）第5条第1項では、
- 大学若しくは文部科学大臣の指定する養成機関において定める単位を修得した者
- 免許状を授与するため行う「教育職員検定」に合格した者

に教員の普通免許状を授与することが定められている。教育職員検定は後者の制度である。
その手続きについての条文が免許法第6条に定められているため、教育職員検定によって授与された普通免許状には、通常、「第6条に定めるところにより」と記載されている。さらに、教育職員検定には、教育職員に任命、雇用しようとする者の推薦に基づき特別免許状を（免許法第5条第4項）、普通免許状を有する者を学校が採用できない場合に臨時免許状を授与出来るしくみも定められている（免許法第5条第6項）。
教育職員検定を受けるための修得単位は、大学の教職課程の単位のほか、認定講習、取得希望免許の教職課程の認定を受けていない大学・短大の学部・学科・専攻で修得した単位、公開講座、通信教育等の単位により代替できる場合もある（免許法「別表第3」備考6）。例えば、夏期等の長期休暇中に集中的に行われる現職教員を対象とした免許法認定講習や、教職課程のない放送大学の単位を利用することも可能な場合がある。また、教員免許状以外の国家資格や実務経験等を所要資格として検定を受けることも可能となっている。
この制度は、定められた在職年数（実務経験）と必要単位の計画的な修得により、上位または隣接校種などの免許状が取得できるので、主に現職の教員が大学（院）の正規の課程に(再)入学することなく資格をステップアップしたり、職域を広げたりすることが可能となる制度である。

## 教育職員検定を行う免許状
- 普通免許状（専修免許状[1]、一種免許状[2]、二種免許状[3]）（免許状変更【具体的には、普通免許状の場合、一種免許状[2]から専修免許状への移行、二種免許状[3]から一種免許状への移行がこれにあたる。また、臨時免許状から普通免許状に移行する場合もこれにあたる。】、他教科申請、隣接校種の免許状申請[4]、特別支援学校の免許状への教育領域追加の場合など）
- 特別免許状
- 臨時免許状（助教諭の資格）
- 外国（本州、北海道、四国、九州及び文部科学省令で定めるこれらに附属する島以外の地域をいう）において授与された教育職員に関する免許状を有する者又は外国の学校を卒業し、若しくは修了した者に関し、それに相当の免許状

| 種類       | 区分 | 効力     | 有効期間       | 備考                                                                                  |
| ---------- | ---- | -------- | -------------- | ------------------------------------------------------------------------------------- |
| 普通免許状 | 専修 | 全国     | なし           | - 教諭になる資格                                                                      |
| 普通免許状 | 一種 | 全国     | なし           | - 教諭になる資格                                                                      |
| 普通免許状 | 二種 | 全国     | なし           | - 教諭になる資格                                                                      |
| 特別免許状 | －   | 都道府県 | 同上           | - 教諭になる資格 - 採用法人等の推薦が必要 - 専門知識、経験、技能、 社会的信望等の条件 |
| 臨時免許状 | －   | 都道府県 | 3年（特例6年） | - 助教諭になる資格 - 採用条件あり                                                     |

## 主な検定内容
教育職員検定の内容は、受検者の人物、学力、実務及び身体について、授与権者（都道府県教育委員会）が行う。「人物に関する証明」は勤務先（勤務校や民間企業、官公庁等）の所属の長または代表者のものが必要となるが、都道府県教育委員会によっては、出身校（大学や高等学校等）の証明でも可能としている場合もある。すでに1つ以上の教科についての教諭の免許状を有する者に、同じ学校種の他教科の免許状を授与する場合には、受検者の人物、学力及び身体のみの検定を行うこととなっている（この場合、「実務」の規定が無い。免許法第6条第3項）。
検定は書面審査によって行われる場合がほとんどであるが、人物に関する証明を提出できない場合などは受検者に対する面接により検定を行う場合もある。検定の合否については、教育職員免許法が定める所要資格及び都道府県教育委員会（教育長）が定める基準（「教育職員検定基準」などと称する基準が定められている場合が多い）により判断される。
| 検定項目       | 主な提出書類       | 証明者               | 備考 |
| -------------- | ------------------ | -------------------- | --- |
| 人物           | 人物に関する証明書 | 所属長等             | 証明書が提出できない場合は面接へ代替する場合もある。 |
| 学力           | 学力に関する証明書 | 大学等               | 学力に関する証明書 |
| 実務           | 実務に関する証明書 | 所属長等             | 別表第4での検定では不要。技術証明が必要な検定もある。 |
| 身体           | 身体に関する証明書 | 医師                 | 健康診断書 |
| 出願条件の確認 | 出願調書           | 都道府県により異なる | 都道府県により、基礎資格(別途、証明書を要する場合もある)や必要単位数・勤務年数・当該免許状に関わる各欄の単位修得数などの記載を要する。調書自体がない都道府県もある。 |

検定の主な内容（所要資格）は次の通りである。

### 上位免許状（免許法「別表第3」、「別表第6」、「別表第6の2」）
正規の大学等教職課程において専修免許状を受けようとする場合（免許法第5条第1項「別表第1」、「別表第2」、「別表第2の2」適用時）、基礎資格として修士の学位が必要である。しかし、教育職員検定では学位（修士）の有無は問われないので、現職教員が大学院の正規生として在学（通学）することなく通信制大学院の科目等履修生などとして必要単位を修得し、在職のまま専修免許状への移行（専修免許状を取得）することも可能となっている。
例えば、一種免許状を取得している現職の教員が、専修免許状への移行の場合（一種免許状を取得している現職の教員が、専修免許状を受けようとする場合）
- 最低在職年数3年の「良好な成績で勤務した旨の実務証明責任者の証明」（実務の検定）
- 基礎資格になる免許状（一種免許状）を取得後、大学院において15単位の定められた単位を修得（学力の検定）
  - 具体的には科目等履修生などとして検定に必要な単位を修得する（履修すべき単位、開講科目等は大学院側があらかじめ公開している場合が多い）。
  - 修士の学位を有し、かつ大学院通信教育を含めた教職課程認定大学の科目だけで24単位以上確保が可能であれば、教育職員検定を用いず、別表第一(あるいは別表第二、別表第二の二)により変更が可能(別表第二の二の場合は、加えて管理栄養士の資格を併せて有する事が条件となる)。
- 健康診断書（身体の検定）
- 人物証明、履歴書、宣誓書（人物の検定）

などの検定に必要な関係書類（証明書、資料）を揃え免許状の申請を行うと検定が行われる。

#### 「別表第三」のケース
以下は、「別表第3」での授与申請に必要な単位について記載する。
平成31年度以降
| 受けようとする免許状 | 受けようとする免許状 | 保有免許状              | 在職年数 | 合計単位 | 2欄（専門的事項のみ） | 2欄（指導法のみ） 3欄・4欄 | 6欄 | その他の 科目 |
| -------------------- | -------------------- | ----------------------- | -------- | -------- | --------------------- | -------------------------- | --- | ------------- |
| 幼稚園               | 専修                 | 1種 (かつての1級を含む) | 3年      | 15単位   | -                     | -                          | 15  | -             |
| 幼稚園               | 1種                  | 2種 (かつての2級を含む) | 5年      | 45単位   | 4                     | 20                         | 6   | 15            |
| 幼稚園               | 2種                  | 臨時                    | 6年      | 45単位   | 5                     | 30                         | -   | 10            |
| 小学校               | 専修                 | 1種 (かつての1級を含む) | 3年      | 15単位   | -                     | -                          | 15  | -             |
| 小学校               | 1種                  | 2種 (かつての2級を含む) | 5年      | 45単位   | 4                     | 21                         | 5   | 15            |
| 小学校               | 2種                  | 臨時                    | 6年      | 45単位   | 4                     | 29                         | 2   | 10            |
| 中学校               | 専修                 | 1種 (かつての1級を含む) | 3年      | 15単位   | -                     |                            | 15  | -             |
| 中学校               | 1種                  | 2種 (かつての2級を含む) | 5年      | 45単位   | 10                    | 16                         | 4   | 15            |
| 中学校               | 2種                  | 臨時                    | 6年      | 45単位   | 10                    | 21                         | 4   | 10            |
| 高等学校             | 専修                 | 1種 (かつての2級を含む) | 3年      | 15単位   | -                     | -                          | 15  | -             |
| 高等学校             | 1種                  | 臨時                    | 5年      | 45単位   | 10                    | 12                         | 8   | 15            |

平成30年度以前
| 受けようとする免許状 | 受けようとする免許状 | 保有免許状              | 在職年数 | 合計単位 | 教科科目 | 教職科目 | 教科又は 教職科目 | その他の 科目 |
| -------------------- | -------------------- | ----------------------- | -------- | -------- | -------- | -------- | ----------------- | ------------- |
| 幼稚園               | 専修                 | 1種 (かつての1級を含む) | 3年      | 15単位   | －       | －       | 15                | －            |
| 幼稚園               | 1種                  | 2種 (かつての2級を含む) | 5年      | 45単位   | 4        | 20       | 6                 | 15            |
| 幼稚園               | 2種                  | 臨時                    | 6年      | 45単位   | 5        | 30       | －                | 10            |
| 小学校               | 専修                 | 1種 (かつての1級を含む) | 3年      | 15単位   | －       | －       | 15                | －            |
| 小学校               | 1種                  | 2種 (かつての2級を含む) | 5年      | 45単位   | 4        | 21       | 5                 | 15            |
| 小学校               | 2種                  | 臨時                    | 6年      | 45単位   | 4        | 29       | 2                 | 10            |
| 中学校               | 専修                 | 1種 (かつての1級を含む) | 3年      | 15単位   | －       | －       | 15                | －            |
| 中学校               | 1種                  | 2種 (かつての2級を含む) | 5年      | 45単位   | 10       | 16       | 4                 | 15            |
| 中学校               | 2種                  | 臨時                    | 6年      | 45単位   | 10       | 21       | 4                 | 10            |
| 高等学校             | 専修                 | 1種 (かつての2級を含む) | 3年      | 15単位   | －       | －       | 15                | －            |
| 高等学校             | 1種                  | 臨時                    | 5年      | 45単位   | 10       | 12       | 8                 | 15            |

「その他の科目」は、第6欄の科目ではなく、一般的な科目でも認められる場合がある。規定の在職年数を超える場合等は単位数が軽減される場合もある（例えば、1年毎に5単位程度で換算）。
なお、特別支援学校教諭免許状の変更については、後述の「別表第七」の規定が適用される。これは、単に教職現場の勤務経験だけでなく、「特別支援学校」での勤務歴（さらに、すでに免許状で定められた教育領域を扱う学校での勤務歴に限定）が要求されるためである。

#### 「別表第六」のケース
以下は、「別表第六」での授与申請に必要な単位について記載する。
| 受けようとする免許状 | 受けようとする免許状 | 保有免許状              | 在職年数 | 合計単位       | 養護科目 | 教職科目 | 養護又は 教職科目 | その他の 科目 |
| -------------------- | -------------------- | ----------------------- | -------- | -------------- | -------- | -------- | ----------------- | ------------- |
| 養護教諭             | 専修                 | 1種 (かつての1級を含む) | 3年      | 15単位         | -        | -        | 15                | -             |
| 養護教諭             | 1種                  | 2種 (かつての2級を含む) | 3年(1年) | 20単位(10単位) | 8        | 6        | 2                 | -             |
| 養護教諭             | 2種                  | 臨時                    | 6年      | 30単位(10単位) | 14       | 8        | 2                 | -             |

- 2種から1種に移行する場合で、2種免許状を、別表第2の「保健師助産師看護師法第7条の規定により保健師の免許を受けていること。」の規定により授与された場合は、カッコ内の単位数が適用される。
- 臨時免許状から2種に移行する場合で、保健師助産師看護師法第7条第3項の規定により看護師の免許を受けている場合においては、最低在職年数に満たない在職期間（1年未満の期間を含む。）があるときも、当該在職年数を満たすものとみなし、かつカッコ内の単位数が適用される。

#### 「別表第六の二」のケース
以下は、「別表第六の二」での授与申請に必要な単位について記載する。
| 受けようとする免許状 | 受けようとする免許状 | 保有免許状 | 在職年数 | 合計単位 | 管理栄養士学校指定規則 別表第一に掲げる教育内容 に係る科目 | 栄養に係わる 教育科目 | 教職科目 | 栄養に係わる教育又は 教職科目 | その他の 科目 |
| -------------------- | -------------------- | ---------- | -------- | -------- | ---------------------------------------------------------- | --------------------- | -------- | ----------------------------- | ------------- |
| 栄養教諭             | 専修                 | 1種        | 3年      | 15単位   | -                                                          | -                     | -        | 15                            | -             |
| 栄養教諭             | 1種                  | 2種        | 3年      | 40単位   | 32                                                         | 2                     | 6        | -                             | -             |

### 同一校種の他教科の免許状（免許法「別表第4」）
同一の校種の他教科の免許状を取得する場合は、在職年数（実務経験）の証明は必要ない。当該教科に関する専門的事項と教科指導法の単位を規定数修得し、検定を受けることが出来る。
平成31年度以降、第2欄の科目のみを充足すればよい。
このうち、「教科に関する専門的事項」については、「別表第一」での取得方法などと同様の単位修得が必要となる。
「各教科の指導法」については、平成30年度以前の「実践に必要な理論および方法を修得させるための科目群(第四欄)」中の「教育課程及び指導法に関する科目（学習指導要領、教育要領に即し、包括的な内容を含む） (第四欄1)」に含まれる、「各教科の指導法」の単位に相当する部分だけを法定単位以上修得すればよい。
教育職員検定を利用する申請の場合、単位を修得させる方針についても、各都道府県教育庁の裁量が強く反映されるが、この「別表第四」については、「法定単位数以上の充足」・「教科に関する専門的事項」に関して「一般的包括的内容を含む」単位修得を行っている状況の双方を満たしていれば、基本的には、単位修得方針自体はほぼ共通しているため、申請予定先への履修指導はほとんど受ける必要がない（授与申請するのが専修免許状となった場合は話は別で、2段階での申請となる場合や1回に包括して申請を認めるケースなど、各都道府県教育庁の裁量が強く影響するため、どのような申請方法が可能かは要確認となる）。
平成31年度以降適用
| 受けようとする免許状 | 受けようとする免許状 | 保有する他教科の 免許状                            | 合計単位 | 教科に関する 専門的事項 | 各教科の指導法 | 大学が独自に 設定する科目 |
| -------------------- | -------------------- | -------------------------------------------------- | -------- | ----------------------- | -------------- | ------------------------- |
| 中学校教諭           | 専修                 | 専修                                               | 52単位   | 20                      | 8              | 24                        |
| 中学校教諭           | 1種                  | 専修 1種(かつての1級を含む)                        | 28単位   | 20                      | 8              | -                         |
| 中学校教諭           | 2種                  | 専修 1種(かつての1級を含む) 2種(かつての2級を含む) | 13単位   | 10                      | 3              | -                         |
| 高等学校教諭         | 専修                 | 専修 (かつての1級を含む)                           | 48単位   | 20                      | 4              | 24                        |
| 高等学校教諭         | 1種                  | 専修(かつての1級を含む) 1種(かつての2級を含む)     | 24単位   | 20                      | 4              | -                         |

### 実習教科教諭の免許状の取得(免許法「別表第5」または「附則第9項」)
実業学科（看護、家庭、情報、農業、工業、商業、水産、福祉、商船）を専攻した学士の学位を有する経験者は、実習教諭の免許状の検定を受けることができる。法規上は、中学校職業の実習教諭の規定も存在する。
| 受けようとする免許状 | 受けようとする免許状 | 保有免許状              | 基礎資格 | 合計単位 | 教科科目 | 教職科目 | 教科又は 教職科目 | その他の 科目 |
| -------------------- | -------------------- | ----------------------- | --- | -------- | -------- | -------- | ----------------- | ------------- |
| 中学校実習教諭       | 専修                 | 1種 (かつての1級を含む) | 1種(かつての1級を含む)取得後3年の勤務経験 | 15単位   | -        | -        | 15                | -             |
| 中学校実習教諭       | 1種                  | 2種 (かつての2級を含む) | 2種(かつての2級を含む)取得後3年の勤務経験 | 15単位   | 10       | 5        | -                 | -             |
| 中学校実習教諭       | 2種                  | 不要                    | 大学において職業実習に関する学科を専攻して、学士の学位を有し、1年以上その学科に関する実地の経験を有し、技術優秀と認められること                                           | なし     | -        | -        | -                 | -             |
| 中学校実習教諭       | 2種                  | 不要                    | 大学に2年以上在学し、職業実習に関する学科を専攻して、3年以上その学科に関する実地の経験を有し、技術優秀と認められること                                                    | なし     | -        | -        | -                 | -             |
| 中学校実習教諭       | 2種                  | 臨時                    | 職業実習についての中学校助教諭の臨時免許状を取得した後、6年以上中学校において職業実習を担任する教員として良好な成績で勤務した旨の実務証明責任者の証明を有すること         | 20単位   | 10       | 10       | -                 | -             |
| 高等学校実習教諭     | 専修                 | 1種 (かつての2級を含む) | 1種(かつての2級を含む)取得後3年の勤務経験 | 15単位   | -        | -        | 15                | -             |
| 高等学校実習教諭     | 1種                  | 不要                    | 大学において各教科の実習に係る実業に関する学科を専攻して、学士の学位を有し、1年以上その学科に関する実地の経験を有し、技術優秀と認められること                             | なし     | -        | -        | -                 | -             |
| 高等学校実習教諭     | 1種                  | 臨時                    | 各教科の実習についての高等学校助教諭の臨時免許状を取得した後、3年以上高等学校において当該実習を担任する教員として良好な成績で勤務した旨の実務証明責任者の証明を有すること | 10単位   | 5        | 5        | -                 | -             |

民間の社会人としての実地経験は、新たに単位を修得することなく高等学校教諭1種（当該実習教諭に限る）等の普通免許状の検定を受けることが出来るなどの定めもある（免許法別表第5・第二欄・イ、または、免許法附則第9項）。

### 特別支援学校教諭の免許状（免許法「別表第7」）
幼稚園、小学校、中学校、または、高等学校の教諭の普通免許状（いずれもかつての1級および2級の普通免許状を含む）を有する3年の教員経験者は、単位修得で特別支援学校教諭二種免許状の検定を受けることが出来る。
ただし、特別支援学校（かつての養護学校、聾学校、盲学校を含む）に3年以上の勤務経験があり、かつ勤務経験のある学校が免許状に定められる教育領域を扱っていれば、「別表第一」の条件から障害者教育実習（事前・事後指導を含む）の3単位相当分を職務経験（および第3欄部分などで3単位追加で対応）で充当する形にして、教育職員検定を使わず、基礎資格により、「別表第1」で授与申請が可能である（当然、基礎資格が「学士の学位を有する」であれば、一種での申請も可能）。
なお、二種を一種へ、一種を専修へ、それぞれ移行する場合は、免許状として有する教育領域を扱う「特別支援学校」での勤務経験により、理論上は「別表第七」に基づいて行うことができる（現実的には、「二種→一種」のケースのみが、「別表第七」による移行のみが可能となる）。なお、変更の際に上級免許状に領域追加ができるかどうかは、履修指導状況により異なる（別表第1での変更の場合は不可であるため、領域追加を既存の免許状に行ってから、変更の授与申請を行う形になる。教育職員検定の利用有無に関わらず、領域追加は、既存の免許状を授与した都道府県でなければならないが、変更による授与申請は他の都道府県でも可能である）。
なお、施行規則十条六の第1項が適用されるため、別表第7を利用せずに、単位数の差分のみを履修すれば別表第1でも移行自体は可能（一種であれば、基礎資格として「学士の学位」を有すること、専修であれば、基礎資格として「修士の学位」を有することが必要ではあるが）。
| 受けようとする 免許状 | 保有免許状                                                             | 在職年数 | 条件となる勤務先の 学校種別                 | 合計単位 | 特別支援教育の 基礎理論に関する科目 | 免許状に定められることとなる 特別支援教育領域に関する科目 | 免許状に定められることとなる 特別支援教育領域以外の 領域に関する科目 | 大学の加える特別支援教育 に関する科目 | 左記に掲げる科目のいずれか |
| --------------------- | ---------------------------------------------------------------------- | -------- | ------------------------------------------- | -------- | ----------------------------------- | --------------------------------------------------------- | -------------------------------------------------------------------- | ------------------------------------- | -------------------------- |
| 特別支援学校2種       | 種別は問わない                                                         | 3年      | 特に問わない                                | 6単位    | 1                                   | 2                                                         | 2                                                                    | -                                     | 1                          |
| 特別支援学校1種       | 特別支援学校2種 （かつての養護学校、聾学校、盲学校の教員免許状を含む） | 3年      | 免許状に定める領域を 扱う特別支援学校に限る | 6単位    | 1                                   | 2                                                         | 1                                                                    | -                                     | 2                          |
| 特別支援学校専修      | 特別支援学校1種 （かつての養護学校、聾学校、盲学校の教員免許状を含む） | 3年      | 免許状に定める領域を 扱う特別支援学校に限る | 15単位   |                                     |                                                           |                                                                      |                                       | 15                         |

余談だが、別7で2種の授与申請に用いた単位を、別7で1種授与申請に流用することは不可。改めて単位を取り直す必要がある（放送大学の科目の場合、同一科目名であっても、科目名下の西暦下2桁が異なっていれば別科目の扱いとなるので、この規則を利用して取り直すことは可能。令和7年度現在、特別支援教育関連科目では適用例はないが、主に、同一主任講師の改訂科目となった場合は旧科目を履修した場合、新科目を履修できないケースもあるため、別表第7及び領域追加以外で利用を検討する場合は注意が必要）。

### 隣接校種の免許状（免許法「別表第8」）
隣接校種とは隣り合っている学校種のことである。ただし、基礎免許状と同一教科ないしは同一教科がない場合は近接教科（中学校技術(1級、1種、専修のいずれか)を基礎免許状にして、高校情報ないしは工業の授与申請を行う、など）に対して検定が行われる。
在職年数の条件を充足している現職の教員が高等学校の免許状の授与を受ける場合、中学校（1級、1種、専修のいずれか）の隣接教科の免許状の授与をすでになされている場合は、すでに高等学校の他教科の免許状を授与されているケースであっても、上記「別表第四」で申請するより負荷が少なく済む。
平成31年度以降
| 受けようとする 免許状 | 保有免許状                                | 在職年数 | 合計単位 | 第2欄 | 第4欄 | 第6欄 |
| --------------------- | ----------------------------------------- | -------- | -------- | ----- | ----- | ----- |
| 幼稚園2種             | 小学校普通 (かつての1級または2級を含む)   | 3年      | 6単位    | 6     | -     | -     |
| 小学校2種             | 幼稚園普通 (かつての1級または2級を含む)   | 3年      | 13単位   | 10    | 3     | -     |
| 小学校2種             | 中学校普通 (かつての1級または2級を含む)   | 3年      | 12単位   | 10    | 2     | -     |
| 中学校2種             | 小学校普通 (かつての1級または2級を含む)   | 3年      | 14単位   | 10    | 4     | -     |
| 中学校2種             | 高等学校普通 (かつての1級または2級を含む) | 3年      | 9単位    | 2     | 3     | 4     |
| 高等学校1種           | 中学校普通 (かつての2級および2種以外)     | 3年      | 12単位   | 2     | 2     | 8     |

平成30年度以前
| 受けようとする 免許状 | 保有免許状                                | 在職年数 | 合計単位 | 教科科目 | 教職科目 | 教科又は 教職科目 |
| --------------------- | ----------------------------------------- | -------- | -------- | -------- | -------- | ----------------- |
| 幼稚園2種             | 小学校普通 (かつての1級または2級を含む)   | 3年      | 6単位    | －       | 6        | －                |
| 小学校2種             | 幼稚園普通 (かつての1級または2級を含む)   | 3年      | 13単位   | －       | 13       | －                |
| 小学校2種             | 中学校普通 (かつての1級または2級を含む)   | 3年      | 12単位   | －       | 12       | －                |
| 中学校2種             | 小学校普通 (かつての1級または2級を含む)   | 3年      | 14単位   | 10       | 4        | －                |
| 中学校2種             | 高等学校普通 (かつての1級または2級を含む) | 3年      | 9単位    | －       | 5        | 4                 |
| 高等学校1種           | 中学校普通 (かつての2級および2種以外)     | 3年      | 12単位   | －       | 4        | 8                 |

### 特別支援学校教諭の免許状における新教育領域の追加（施行規則「第五条二の第3項」）
特別支援学校の免許状（旧盲学校・旧聾学校・旧養護学校の各免許状を含む）を有する1年以上の特別支援学校での勤務経験者（追加する領域そのものを手掛ける学校ないしは、すでに免許状で定められている教育領域を手掛けている学校に限定）は、単位修得(現職教員向けの講習会の受講や放送大学での単位修得などを含む)で新教育領域の追加の検定を受けることが出来る。なお、二種免許状への領域追加の場合は、3年以上の勤務歴が必要となるが勤務先の学校種・教育領域は問われない。
ただし、同一の根拠により、教員経験を有さないものを含め、教育職員検定を通さない形で新教育領域の追加の申請を行うことも可能（この場合の単位数は、別表第1での第2欄の領域ごとの法定単位数が必要。旧特殊教育諸学校の免許状に領域追加する場合は、第3欄相当の科目の単位をさらに追加が必要となるケースもある）。教育職員検定の要否の違いは、放送大学や講習会などで修得した単位の流用可否によるもので、教育職員検定によらないものは、前述の要件にて習得した単位の流用は不可となるため、課程認定大学で必要単位をそろえて申請する形となる。
一種免許状に領域追加する場合
| 新たに定めを受けようとする 教育領域   | 条件 | 在職年数 | 合計単位 | 心理等の科目 | 教育課程等の科目 | 心理等の科目 乃至は 心理・教育課程等の科目 |
| ------------------------------------- | --- | -------- | -------- | ------------ | ---------------- | ------------------------------------------ |
| 視覚障害者に関する教育                | 「視覚障害者に関する教育」を扱う学校乃至は すでに免許状に定められた教育領域を扱う学校での勤務                | 1年      | 4単位    | 1            | 2                | 1                                          |
| 聴覚障害者に関する教育                | 「聴覚障害者に関する教育」を扱う学校乃至は すでに免許状に定められた教育領域を扱う学校での勤務                | 1年      | 4単位    | 1            | 2                | 1                                          |
| 知的障害者に関する教育                | 「知的障害者に関する教育」を扱う学校乃至は すでに免許状に定められた教育領域を扱う学校での勤務                | 1年      | 2単位    |              | 1                | 1                                          |
| 肢体不自由者に関する教育              | 「肢体不自由者に関する教育」を扱う学校乃至は すでに免許状に定められた教育領域を扱う学校での勤務              | 1年      | 2単位    |              | 1                | 1                                          |
| 病弱者(身体虚弱者を含む.)に関する教育 | 「病弱者(身体虚弱者を含む.)に関する教育」を扱う学校乃至は すでに免許状に定められた教育領域を扱う学校での勤務 | 1年      | 2単位    |              | 1                | 1                                          |

すでに有する二種免許で定められている領域を一種免許状に追加する場合は、該当部分の科目の必履修単位数は半分に減じられる。
二種免許状に領域追加する場合
| 新たに定めを受けようとする 教育領域   | 条件 | 在職年数 | 合計単位 | 心理等の科目 | 教育課程等の科目 | 心理等及び教育課程等の科目 乃至は 心理・教育課程等の科目 |
| ------------------------------------- | --- | -------- | -------- | ------------ | ---------------- | -------------------------------------------------------- |
| 視覚障害者に関する教育                | 「視覚障害者に関する教育」を扱う学校乃至は すでに免許状に定められた教育領域を扱う学校での勤務                | 1年      | 2単位    | 1            | 1                |                                                          |
| 聴覚障害者に関する教育                | 「聴覚障害者に関する教育」を扱う学校乃至は すでに免許状に定められた教育領域を扱う学校での勤務                | 1年      | 2単位    | 1            | 1                |                                                          |
| 知的障害者に関する教育                | 「知的障害者に関する教育」を扱う学校乃至は すでに免許状に定められた教育領域を扱う学校での勤務                | 1年      | 1単位    |              |                  | 1                                                        |
| 肢体不自由者に関する教育              | 「肢体不自由者に関する教育」を扱う学校乃至は すでに免許状に定められた教育領域を扱う学校での勤務              | 1年      | 1単位    |              |                  | 1                                                        |
| 病弱者(身体虚弱者を含む.)に関する教育 | 「病弱者(身体虚弱者を含む.)に関する教育」を扱う学校乃至は すでに免許状に定められた教育領域を扱う学校での勤務 | 1年      | 1単位    |              |                  | 1                                                        |

なお、既存の免許状が旧特殊教育諸学校教諭の免許状の場合は関係ないが、現行の特別支援学校教諭の免許状に対して追加する場合、既存の免許状の授与権者である都道府県教育庁によっては、第2欄への単位流用により第3欄の単位が5単位未満になるケース等において、「重複・発達」の単位修得が別途発生するケースもある。

#### 参考・教育職員検定を用いない特別支援学校教諭の免許状における新教育領域の追加（施行規則「第五条二の第3項」）
因みに、教育職員検定を利用しない「領域追加」の場合は、単位の合計数は単純に倍増するが、視覚障害・聴覚障害については、「心理等」、「教育課程等」の単位数自体は同数だが、「心理等」又は「教育課程等」又は「心理・教育課程等」として取るべき単位数が合計に合わせて増加する（教育職員検定を使う必要はないため、勤務歴は問われない）。なお、旧養護学校に相当する3領域の場合は、「教育課程等」が1単位増加し、残りの増加分は、「心理等」・「教育課程等」乃至は「心理・教育課程等」として充足する。
単位数としては、別表第一における第二欄の各教育領域の充足方法と同一となるが、履修指導によって（流用不可かつ、第3欄の当該領域の単位無効により、それに伴う第3欄の単位数充足を要するケースもある）は、元の免許状のために修得した単位で、第三欄の単位を第二欄に流用(ただし、授与権者の特段の履修指導のない場合は、流用可能なケースであっても、原則として、中心となる教育領域であるケースのみ適用され、「含まれる」では流用不可)できた場合は、流用後の単位数が5単位以上確保できるように第三欄への単位を補充する必要がある。
旧養護学校3領域は、この方法で通信教育により領域追加が可能。視覚障害領域は不可。聴覚障害領域は、2014年度後半より課程認定大学（の通信教育部）が教職課程を継続しない(募集停止する)ことになったため、2014年4月に1年生として入学した在学生が最初に4年生となる年度以降は、通信教育では不可能となった（それまでは、科目等履修生としては領域追加のための科目履修に対応可能だが、正規の学生が当該科目の履修を継続している場合に限るとしていた）。令和6年度から、5領域の履修可能な通信制大学が設置が検討されている。
以下は、一種免許状に領域追加する場合の例を提示する。
| 新たに定めを受けようとする 教育領域   | 合計単位 | 心理等の科目 | 教育課程等の科目 | 心理等又は教育課程等の科目 乃至は 心理・教育課程等の科目 |
| ------------------------------------- | -------- | ------------ | ---------------- | -------------------------------------------------------- |
| 視覚障害者に関する教育                | 8単位    | 1            | 2                | 5                                                        |
| 聴覚障害者に関する教育                | 8単位    | 1            | 2                | 5                                                        |
| 知的障害者に関する教育                | 4単位    | 1            | 2                | 1                                                        |
| 肢体不自由者に関する教育              | 4単位    | 1            | 2                | 1                                                        |
| 病弱者(身体虚弱者を含む.)に関する教育 | 4単位    | 1            | 2                | 1                                                        |

### 教育職員免許状以外の資格で取得する
上述した、「別表第五」のケースについても、臨時免許状および臨時免許状からの変更(の一部)に関しては教育職員免許状以外の資格を根拠に取得可能である。

#### 教育職員免許状以外の資格で取得する1(施行法「第2条」)
教員免許状以外の定められた資格とそれに関係する経験のある者は検定を受けることが出来る（施行法第2条を根拠とする）。経験年数は、当該資格を取得する以前に有していた下級資格（例えば第1級陸上無線技術士を所要資格として申請する場合に、第2級陸上無線技術士や第1級陸上特殊無線技士など）による経験も原則として通算出来る。申請時に提出する「実地経験及び技術に関する証明」は勤務先（民間企業や官公庁等）の所属の長または代表者のものが必要となるが、「人物に関する証明」は出身校（大学や高等学校等）の証明でも可能となっている教育委員会もある。
| 保有資格             | 経験年数 | 取得できる免許状                         | 備考                 |
| -------------------- | -------- | ---------------------------------------- | -------------------- |
| 第一級陸上無線技術士 | 3年      | 高等学校1種（工業）、中学校2種（職業）   | 教育職員免許法施行法 |
| 第一級陸上無線技術士 | 0年      | 高等学校臨時（工業）、中学校臨時（職業） | 教育職員免許法施行法 |
| 第一級総合無線通信士 | 3年      | 高等学校1種（工業）、中学校2種（職業）   | 教育職員免許法施行法 |
| 第一級総合無線通信士 | 0年      | 高等学校臨時（工業）、中学校臨時（職業） | 教育職員免許法施行法 |
| 第二級陸上無線技術士 | 2年      | 高等学校臨時（工業）、中学校臨時（職業） | 教育職員免許法施行法 |
| 第二級総合無線通信士 | 2年      | 高等学校臨時（工業）、中学校臨時（職業） | 教育職員免許法施行法 |
| 三級海技士（航海）   | 5年      | 高等学校1種（商船）、中学校2種（職業）   | 教育職員免許法施行法 |
| 三級海技士（機関）   | 5年      | 高等学校1種（商船）、中学校2種（職業）   | 教育職員免許法施行法 |

教育職員免許法施行法は「施行令」および「施行規則」ではなく「施行法」という法律名。

#### 教育職員免許状以外の資格で取得する2(施行規則「第64条第2項」、「第65条」)
| 保有資格                                | 経験年数 | 取得できる免許状                     | 備考                                          |
| --------------------------------------- | -------- | ------------------------------------ | --------------------------------------------- |
| あん摩マッサージ指圧師 はり師、きゅう師 | 0年      | 特別支援学校自立教科臨時（理療）     | 施行規則65条。臨時免＋ 教員経験＋単位で普通免 |
| 理学療法士                              | 0年      | 特別支援学校自立教科臨時（理学療法） | 施行規則65条。臨時免＋ 教員経験＋単位で普通免 |
| 理容師                                  | 4年      | 特別支援学校自立教科臨時（理容）     | 施行規則65条。臨時免＋ 教員経験で普通免       |
| 美容師                                  | 4年      | 特別支援学校自立教科臨時（理容）     | 施行規則65条。臨時免＋ 教員経験で普通免       |

#### 教育職員免許状以外の資格で取得する3（免許法「附則第18項」）
管理栄養士免許証あるいは栄養士免許証を受けたうえで、学校栄養士としての実務経験が常勤で3年以上ある者が必要な単位を修得した場合、教育職員検定により栄養教諭の普通免許状の授与申請が可能（根拠規定は、平成30年度までは施行規則「附則第18項」、平成31年度以降は施行規則「附則第17項」）。
ただし、あくまでも、学校栄養士としての実務経験が必要。病院や福祉施設などでの管理栄養士または栄養士としての実務経験が常勤で3年以上ある者が必要な単位を修得しても、教育職員検定により栄養教諭の免許状の授与を受けることは不可。

#### 教育職員免許状以外の資格で取得する4（施行規則「附則第19項」）
平成27年度から5年間（後に、令和6年度(令和7年3月)まで、更に令和11年度(令和12年3月)まで延長）の特例で実施されるもので、保育士資格を有する者で、保育士としての勤務歴が3年（かつ実働4320時間）以上ある者に対して、大学（大学通信教育を含む）などで開講される特例講座の単位を修得することで、幼稚園教諭普通免許状（学士の学位を有する者は1種、ないものは2種）が授与される（根拠規定は、平成30年度までは施行規則「附則第19項」、平成31年度以降は施行規則「附則第18項」）。
令和5年度より、新たな特例により、保育士としての勤務歴が3年（かつ実働4320時間）以上を満たし、加えて認定こども園での勤務歴2年以上（かつ実働時間2880時間以上）を充足している者への特例追加された（いわゆる2年特例）。後述のように、1科目区分が免除、1科目部分が1単位減じられている。
平成31年度以降
| 教育職員免許法施行規則 附則第18項に規定する科目                        | 教育職員免許法施行規則 附則第18項に規定する科目                                                                    | 必履修単位数 | 科目名事例                       |
| ---------------------------------------------------------------------- | --- | ------------ | -------------------------------- |
| 保育内容の指導法に関する科目並びに教育の方法及び技術に関する科目       | - 保育内容の指導法（情報機器及び教材の活用を含む。） - 教育の方法及び技術（情報機器及び教材の活用を含む。）        | 2            | 幼児教育の指導法                 |
| 教育の基礎的理解に関する科目                                           | - 教職の意義及び教員の役割・職務内容（チーム学校運営への対応を含む。）                                             | 2            | 教職論                           |
| 教育の基礎的理解に関する科目                                           | - 教育に関する社会的、制度的又は経営的事項（学校と地域の連携及び学校安全への対応を含む。） ※日本国憲法の内容を含む | 2            | 学校と法                         |
| 教育課程の意義及び編成の方法に関する科目                               | - 教育課程の意義及び編成の方法（カリキュラム・マネジメントを含む。）                                               | 1            | 就学前教育課程の意義と編成の方法 |
| 道徳、総合的な学習の時間等の指導法及び生徒指導、教育相談等に関する科目 | - 幼児理解の理論及び方法                                                                                           | 1            | 幼児理解と保育相談               |

令和5年度以降（2年特例適用者のみ）
| 教育職員免許法施行規則 附則第18項に規定する科目                        | 教育職員免許法施行規則 附則第18項に規定する科目                                                                    | 必履修単位数 | 科目名事例                       |
| ---------------------------------------------------------------------- | --- | ------------ | -------------------------------- |
| 保育内容の指導法に関する科目並びに教育の方法及び技術に関する科目       | - 保育内容の指導法（情報機器及び教材の活用を含む。） - 教育の方法及び技術（情報機器及び教材の活用を含む。）        | 1            | 幼児教育の指導法（1単位）        |
| 教育の基礎的理解に関する科目                                           | - 教職の意義及び教員の役割・職務内容（チーム学校運営への対応を含む。）                                             | 2            | 教職論                           |
| 教育の基礎的理解に関する科目                                           | - 教育に関する社会的、制度的又は経営的事項（学校と地域の連携及び学校安全への対応を含む。） ※日本国憲法の内容を含む | 2            | 学校と法                         |
| 教育課程の意義及び編成の方法に関する科目                               | - 教育課程の意義及び編成の方法（カリキュラム・マネジメントを含む。）                                               | 1            | 就学前教育課程の意義と編成の方法 |
| 道徳、総合的な学習の時間等の指導法及び生徒指導、教育相談等に関する科目 | - 幼児理解の理論及び方法                                                                                           | -            | 幼児理解と保育相談               |

平成30年度以前
| 教育職員免許法施行規則 附則第19項に規定する科目 | 教育職員免許法施行規則 附則第19項に規定する科目                                 | 必履修単位数 | 科目名事例                       |
| ----------------------------------------------- | ------------------------------------------------------------------------------- | ------------ | -------------------------------- |
| 教職の意義等に関する科目                        | - 教職の意義及び教員の役割 - 教員の職務内容（研修、服務及び身分保障等を含む。） | 2            | 教職論（特例）                   |
| 教育の基礎理論に関する科目                      | - 教育に関する社会的、制度的又は経営的事項 ※日本国憲法の内容を含む              | 2            | 教育社会学（特例）               |
| 教育課程及び指導法に関する科目                  | - 教育課程の意義及び編成の方法                                                  | 1            | 初等教育課程の意義と編成         |
| 教育課程及び指導法に関する科目                  | - 保育内容の指導法 - 教育の方法及び技術（情報機器及び教材の活用を含む。）       | 2            | 教育方法論（保育内容研究を含む） |
| 生徒指導、教育相談及び進路指導等に関する科目    | - 幼児理解の理論及び方法                                                        | 1            | 幼児理解と保育相談               |

なお、保育士資格所持者で、上記の条件を充足していない場合は、教員資格認定試験での合格により、幼稚園2種免許状を授与申請することで、両方授与されることも可能となっている。

### 臨時免許状（施行規則「5条第6項」）
臨時免許状の授与申請には、施行規則5条第6項の規定により、教育職員検定に基づいて行われる。書類としては、勤務(予定)校の所属長等が記入する「教育職員臨時免許状授与等申請書」を添付する以外は、他の教育職員検定の申請書類とほぼ共通だが、「学力に関する証明書」については、発行自体ができない場合や発行が可能であっても単位が不足するなどの理由により、成績証明書等で代替可能な場合がある。別表1の学力に関する証明書のような形で、成績証明書に基礎資格および在籍期間がついていない場合は、卒業証明書（上述の内容で散々述べたことと重複するが、原則は、証明書上の記載内容に、卒業年月日の記載があることが必須）や(ない場合は、卒業年月日が明記された)在籍期間証明書などを別途添付する必要がある。

## 新免許状の有効期間は「所要資格」を得た10年後の年度末
新免許法の施行により、2009年4月1日以降に授与される普通免許状の有効期間は、「所要資格」を得た日の10年後の年度末となった（免許法・第9条第4項）。所要資格とは、免許状を授与される資格（つまり、免許申請できる資格）のことである。具体的には、免許法の「別表第1」から「別表第8」に定められている単位を全て修得した時点から有効期間がカウントされる（申請日や授与日から起算されるのではない）。
特に、教育職員検定を利用する場合、単位の修得に複数の大学や認定講習等を利用していたり、在職年数（実務経験）を既に満たしている場合など、所要資格の管理に注意が必要となる。所要資格を得たにもかかわらず、検定の申請をしないでいると、期間満了日までの日数が少なくなるので注意しなければならない。
なお、上述したことと繰り返しになるが、施行規則「第五条二の第3項」による、教育領域追加申請では、有効期限の延長はできない(旧免許状の授与がある者かつ更新講習の受講義務のある者が行う、確認期限延長手続きについても、教育領域追加を根拠にしている場合は、「授与」ではないため不可能である)。

### 免許状更新制度廃止へ
2022年7月1日以降、教員免許更新制度が廃止され、教育職員検定による教育職員免許状（以下、教員免許という）が授与されたものにも、基本的に有効期限のない教育職員免許が与えられることになった。